# Bécherel
Bécherel (en bretó Begerel, en gal·ló Becherèu) és un municipi francès, situat a la regió de Bretanya, al departament d'Ille i Vilaine. L'any 2015 tenia 678 habitants.

## Demografia
| 1962                                       | 1968 | 1975 | 1982 | 1990 | 1999 |
| ------------------------------------------ | ---- | ---- | ---- | ---- | ---- |
| 593                                        | 626  | 543  | 528  | 599  | 660  |
| Des de 1962: població sense dobles comptes |      |      |      |      |      |

## Administració
| Període | Identitat         | Partit |
| ------- | ----------------- | ------ |
| -1995   | Tanguy de Kernier |        |
| 1995-   | Bernard Leroy     |        |

## Vila del llibre
Aquest antic nucli urbà s'ha convertit, des del 1989, en la tercera vila del llibre ("Cité du Livre®") d'Europa i la primera a França. Les antigues cases de nobles i comerciants i les parades de teixidors són ara caus de llibreters, llibreters de segona mà, creadors i artesans d'art, oberts tot l'any.

## Galeria d'imatges

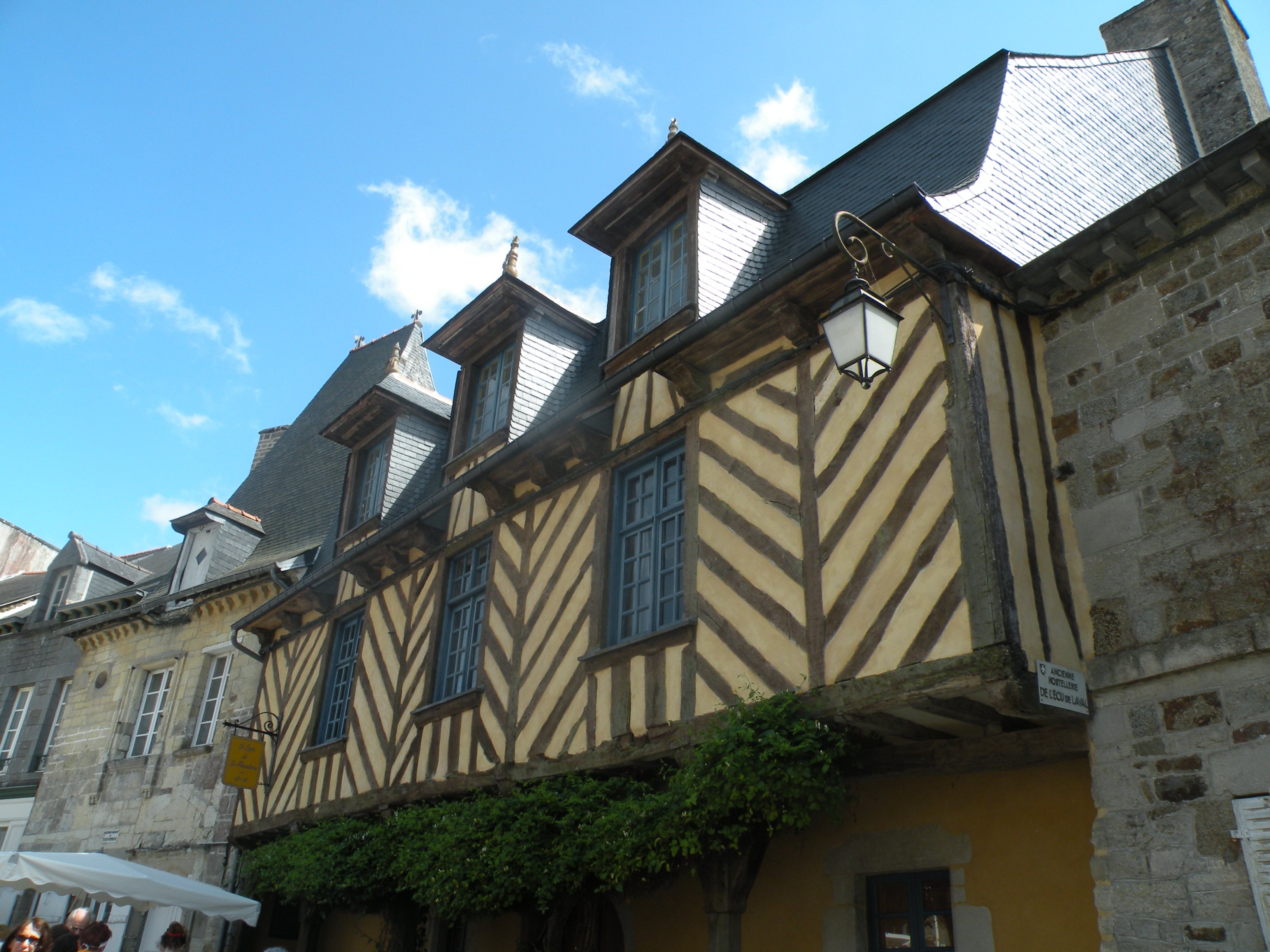
L'hotel de l'Écu de Laval
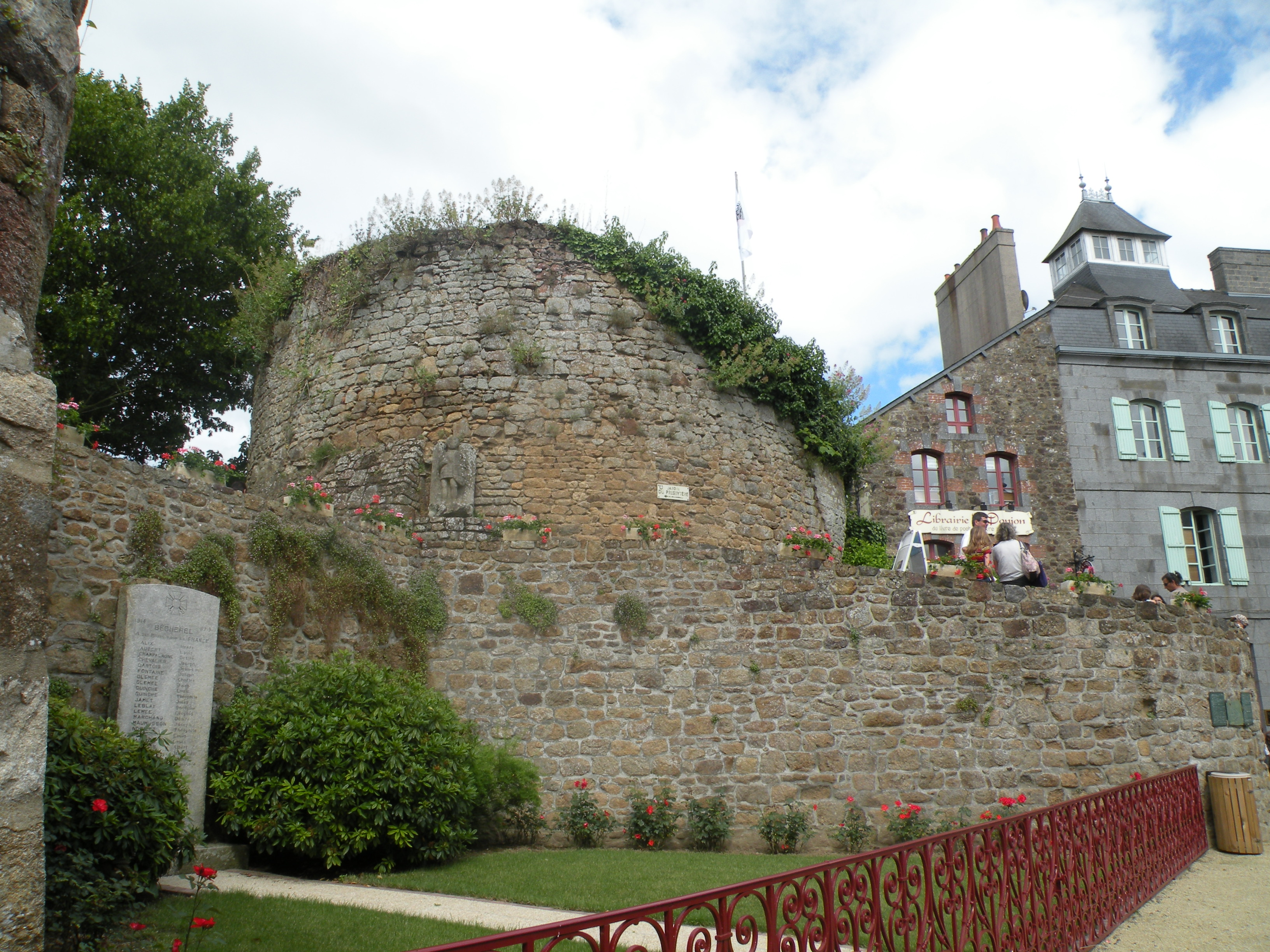
L'antic donjon
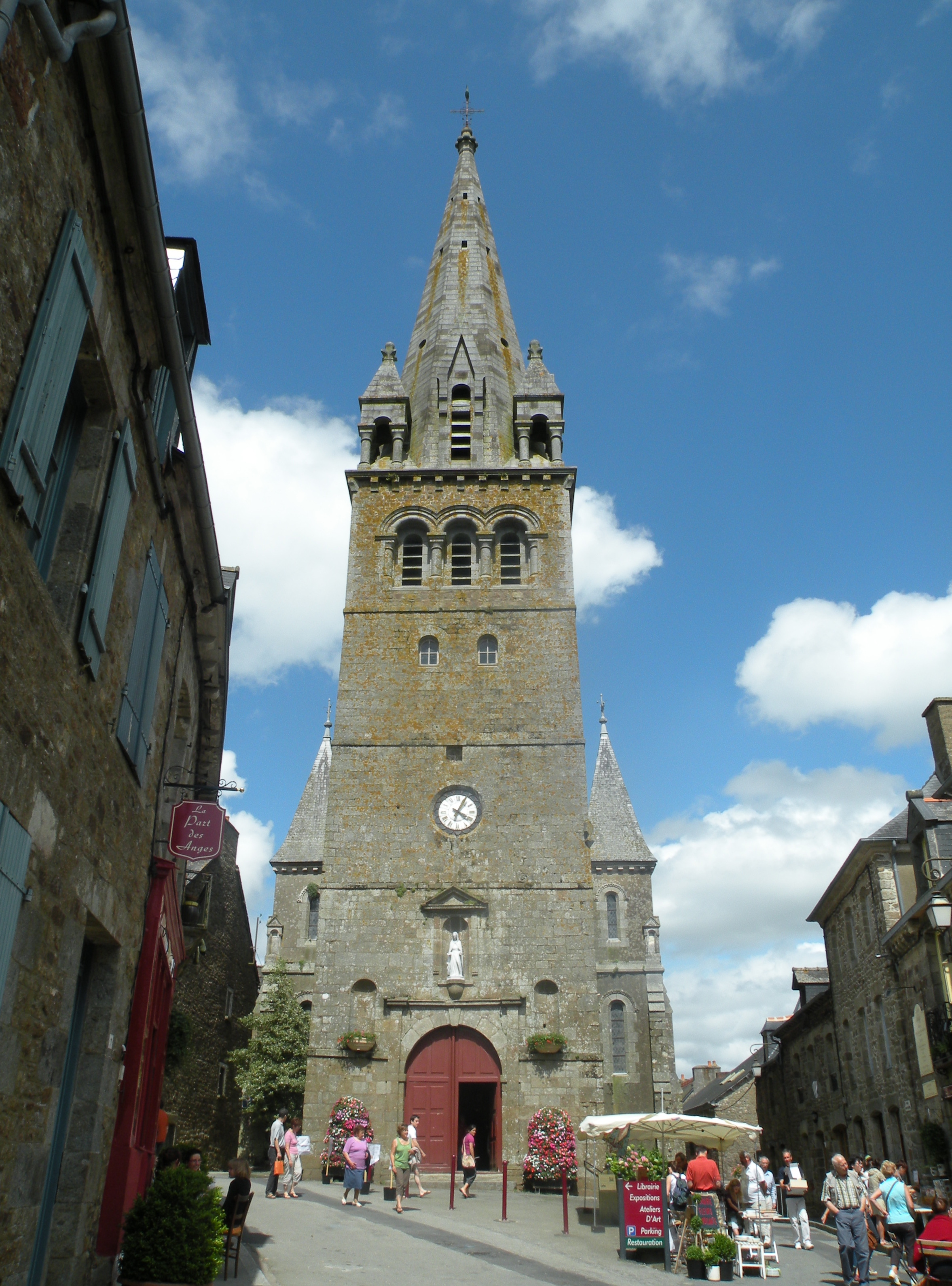
L'església Notre-Dame